# Заріче (Ниськівський повіт)
Заріче (пол. Zarzecze) — село на Закерзонні в Польщі, у гміні Нисько Ніжанського повіту Підкарпатського воєводства.
Населення — 2945 осіб (2011).

## Розташування
Село лежить на правому березі Сяну. Через Заріче пролягає державна дорога № 19 і воєводська дорога № 858. Село знаходиться за 5 км на схід від повітового центру Нисько і за 58 км на північ від воєводського центру Ряшева.

## Історія
На території села в 1934 р. розкопаний могильник лужицької культури (приблизно 700—650 р. до н. е.) з 49 могил із характерним для неї трупоспаленням.
Заріче знаходилося на перетині давніх торгових шляхів: уздовж Сяну з півночі на південь та зі сходу на захід уздовж Карпат. Це підтверджується знайденням у міжвоєнний період на території села під час польових робіт скарбу зі 120 римських денаріїв часів Траяна і Марка Аврелія.
Найдавніша згадка про Заріче походить з виданого Владиславом III Варненчиком 30.09.1442 Грицьку Кердею з Поморян документу як про заставу до боргу 200 гривень.
У 1578 р. в селі було 3 і 3/4 лану оброблюваної землі та 20 мисливців.
У 1831 р. Заріче зазначається в переліку сіл, які належали до греко-католицької парафії Дубрівка Каньчузького деканату Перемишльської єпархії, було 26 греко-католиків
Відповідно до «Географічного словника Королівства Польського» в 1895 р. село «Зажече або Зажице» знаходилось у Нисківському повіті Королівства Галичини та Володимирії Австро-Угорщини, у селі були 235 будинків і 1393 мешканці, з них 1334 римо-католики, 6 греко-католиків і 53 юдеї. Село складалося з 7 частин: Заріче, Буковина, Гаврили (саме так тоді записано на відміну від нинішньої сполонізованої назви Ґабрили), Кжаки, Кудилки, Запач (тепер — Запаць) і Шої..
У 1939 р. в селі нараховувалось 37 греко-католиків, які належали до греко-католицької парафії Дубрівка Лежайського деканату Перемишльської єпархії. Село входило до ґміни Нисько Нисківського повіту Львівського воєводства Польщі.
У 1975—1998 роках село належало до Тарнобжезького воєводства.

## Демографія
Демографічна структура станом на 31 березня 2011 року:
|          | Загалом | Допрацездатний вік | Працездатний вік | Постпрацездатний вік |
| -------- | ------- | ------------------ | ---------------- | -------------------- |
| Чоловіки | 1414    | 298                | 976              | 140                  |
| Жінки    | 1531    | 334                | 884              | 313                  |
| Разом    | 2945    | 632                | 1860             | 453                  |

## Прихід
Кількість греко-католиків у селі: 1831—26, 1847—20, 1880—9, 1895—9, 1905—10, 1913—10, 1934—37, 1939—37.